# Nikolaus Kraus (Eishockeyspieler)
Nikolaus „Niki“ Kraus (* 21. November 1996 in Wien) ist ein österreichischer Eishockeyspieler, der seit 2024 erneut beim EC Red Bull Salzburg in der Österreichischen Eishockey-Liga spielt.

## Karriere
Nikolaus Kraus begann seine Karriere bei den Lower Austria Stars. Zur Saison 2012/13 wechselte er in die Jugend vom EC Red Bull Salzburg. Ein Jahr später wechselte er zu den Kölner Haien und spielte dort in der U18- und U19-Mannschaft. Im Sommer 2015 wechselte er zum Rekordmeister EC KAC.

## Karrierestatistik
(Legende zur Spielerstatistik: Sp oder GP = absolvierte Spiele; T oder G = erzielte Tore; V oder A = erzielte Assists; Pkt oder Pts = erzielte Scorerpunkte; SM oder PIM = erhaltene Strafminuten; +/− = Plus/Minus-Bilanz; PP = erzielte Überzahltore; SH = erzielte Unterzahltore; GW = erzielte Siegtore; 1 Play-downs/Relegation; Kursiv: Statistik nicht vollständig)